# Olivier Clerc (écrivain)
Pour les articles homonymes, voir Olivier Clerc.
Olivier Clerc, né en 1961 à Genève, vivant en France (Bourgogne) depuis 1986, est un écrivain et essayiste franco-suisse, spécialisé dans la littérature sur le développement personnel. Traducteur de formation (master de l'Université d'Angers), il est également formateur et conférencier inspirant.

## Conférences
Depuis 2012, il a formé des centaines de personnes à animer des Cercles de pardon autonomes, à but non lucratif.  

### Ouvrages
- Lettres à ma prochaine incarnation, Éd. Flammarion, 2018, et J'ai Lu, 2019[2].
- J'arrête de (me) juger : 21 jours pour réapprendre à (s')aimer[3], préface de Thierry Janssen, Éd. Eyrolles, 2014.
- Mettre de l'ordre en soi[4], Éd. Trédaniel, 2012.
- Le Don du Pardon : un cadeau toltèque de Don Miguel Ruiz[5],[6], Éd. Trédaniel, 2010.
- Même lorsqu’elle recule, la rivière avance : neuf histoires à vivre debout[7],[8], Éditions Jean-Claude Lattès, 2010, Marabout, 2012.
- La grenouille qui ne savait pas qu’elle était cuite… et autres leçons de vie[9], Éd. JC Lattès, 2005, Marabout 2008, France-Loisirs 2008, Marabout-collector 2012, Marabout 2013.
- Le Tigre et l’Araignée : les deux visages de la violence[10], préfacé par Charles Rojzman, Éditions Jouvence, 2004

### Jeux
- Le Jeu des accords toltèques[11], Marc Kucharz et Olivier Clerc (1 livre + 80 cartes+ 4 fiches), Éd. Trédaniel, 2013